# Элкинс, Даррен
Даррен Кит Элкинс (англ. Darren Keith Elkins; род. 16 мая 1984, Хобарт, Индиана) — американский боец смешанного стиля, представитель полулёгкой весовой категории. Выступает на профессиональном уровне начиная с 2007 года, известен по участию в турнирах бойцовской организации UFC.

## Биография
Даррен Элкинс родился 16 мая 1984 года в городе Хобарт, штат Индиана.
Во время учёбы в старшей школе серьёзно занимался борьбой, неоднократно выигрывал чемпионат штата. Поступив в университет, так же присоединился к борцовской команде, однако отучился только два года, так и не получив высшего образования.

### Начало профессиональной карьеры
Дебютировал в смешанных единоборствах на профессиональном уровне в январе 2007 года, выиграв у своего соперника техническим нокаутом в первом же раунде. Дрался в небольших американских промоушенах, преимущественно на территории штата Индиана — из всех поединков неизменно выходил победителем, в том числе в 2008 году завоевал титул чемпиона C3 в лёгкой весовой категории, выиграв единогласным решением судей у Пэта Каррена.
Первое в профессиональной карьере поражение потерпел в сентябре 2009 года, уступив техническим нокаутом Теду Уортингтону. Тем не менее, после этого проигрыша продолжил активно выступать и вновь встал на победную серию.

### Ultimate Fighting Championship
Имея в послужном списке десять побед и только одно поражение, Элкинс привлёк к себе внимание крупнейшей бойцовской организации мира Ultimate Fighting Championship и в 2010 году подписал с ней долгосрочный контракт. Дебютировал в октагоне UFC с досрочной победы над Дуэйном Людвигом, однако в следующем поединке досрочно проиграл Шарлису Оливейре — уже в начале первого раунда попался на рычаг локтя и вынужден был сдаться.
В дальнейшем спустился в полулёгкую весовую категорию и сделал серию из пяти побед подряд, которая была прервана лишь в апреле 2013 года Чедом Мендесом.
В период 2015—2018 годов Элкинс сумел выиграть шесть поединков подряд, в том числе дважды удостоился награды за лучшее выступление вечера. Победная серия прервалась в июле 2018 года в поединке с Александром Волкановски — противостояние между ними продлилось все отведённые три раунда, в итоге судьи единогласным решением отдали победу Волкановски.
В ноябре 2018 года Даррен Элкинс вышел в клетку против Рикардо Ламаса и проиграл ему техническим нокаутом в третьем раунде.

## Статистика в профессиональном ММА
| Боёв 41  | Побед 29 | Поражений 12 |
| -------- | -------- | ------------ |
| Нокаутом | 7        | 5            |
| Сдачей   | 8        | 1            |
| Решением | 14       | 6            |

| Результат | Рекорд | Соперник               | Способ                       | Турнир                                 | Дата             | Раунд | Время | Место                    | Примечание                               |
| --------- | ------ | ---------------------- | ---------------------------- | -------------------------------------- | ---------------- | ----- | ----- | ------------------------ | ---------------------------------------- |
| Поражение | 29-12  | Джулиан Эроса          | TKO (удары)                  | UFC 314                                | 12 апреля 2025   | 1     | 4:15  | Майами, Флорида, США     |                                          |
| Победа    | 29–11  | Даниэль Пинеда         | Единогласное решение         | UFC Fight Night: Эрнандес vs. Перейра  | 9 октября 2024   | 3     | 5:00  | Лас-Вегас, Невада, США   | «Лучший бой вечера» (1)                  |
| Победа    | 28–11  | Ти Джей Браун          | Сдача (удушение сзади)       | UFC Fight Night: Юсуфф vs. Барбоза     | 14 октября 2023  | 3     | 2:23  | Лас-Вегас, Невада, США   |                                          |
| Поражение | 27-11  | Джонатан Пирс          | Единогласное решение         | UFC Fight Night: Томпсон vs. Холланд   | 3 декабря 2022   | 3     | 5:00  | Орландо, Флорида, США    |                                          |
| Победа    | 27-10  | Тристан Коннелли       | Единогласное решение         | UFC on ESPN: Фонт vs. Вера             | 30 апреля 2022   | 3     | 5:00  | Лас Вегас, Невада, США   |                                          |
| Поражение | 26-10  | Каб Свонсон            | TKO (удар ногой с разворота) | UFC Fight Night: Льюис vs. Докас       | 18 декабря 2021  | 1     | 2:12  | Лас-Вегас, Невада, США   |                                          |
| Победа    | 26-9   | Дэррик Миннер          | TKO (удары)                  | UFC on ESPN: Сэндхэген vs. Диллашоу    | 24 июля 2021     | 2     | 3:48  | Лас-Вегас, Невада, США   | «Выступление вечера» (3)                 |
| Победа    | 25-9   | Луис Эдуарду Гарагорри | Сдача (удушение сзади)       | UFC Fight Night: Сантус vs. Тейшейра   | 7 ноября 2020    | 3     | 2:22  | Лас-Вегас, США           |                                          |
| Поражение | 24-9   | Нэйт Ландвер           | Единогласное решение         | UFC on ESPN: Overeem vs. Harris        | 16 мая 2020      | 3     | 5:00  | Джэксонвилл, США         |                                          |
| Поражение | 24-8   | Райан Холл             | Единогласное решение         | UFC Fight Night: de Randamie vs. Ladd  | 13 июля 2019     | 3     | 5:00  | Сакраменто, США          |                                          |
| Поражение | 24-7   | Рикардо Ламас          | TKO (удары руками)           | UFC Fight Night: Magny vs. Ponzinibbio | 17 ноября 2018   | 3     | 4:09  | Буэнос-Айрес, Аргентина  |                                          |
| Поражение | 24-6   | Александр Волкановски  | Единогласное решение         | UFC Fight Night: dos Santos vs. Ivanov | 14 июля 2018     | 3     | 5:00  | Бойсе, США               |                                          |
| Победа    | 24-5   | Майкл Джонсон          | Сдача (удушение сзади)       | UFC Fight Night: Stephens vs. Choi     | 14 января 2018   | 2     | 2:22  | Сент-Луис, США           | «Выступление вечера» (2)                 |
| Победа    | 23-5   | Деннис Бермудес        | Раздельное решение           | UFC on Fox: Weidman vs. Gastelum       | 22 июля 2017     | 3     | 5:00  | Юниондейл, США           |                                          |
| Победа    | 22-5   | Мирсад Бектич          | KO (удары)                   | UFC 209                                | 4 марта 2017     | 3     | 3:19  | Лас-Вегас, США           | «Выступление вечера» (1)                 |
| Победа    | 21-5   | Годофреду Пепей        | Единогласное решение         | UFC on Fox: Holm vs. Shevchenko        | 23 июля 2016     | 3     | 5:00  | Чикаго, США              |                                          |
| Победа    | 20-5   | Час Скелли             | Единогласное решение         | UFC 196                                | 5 марта 2016     | 3     | 5:00  | Лас-Вегас, США           |                                          |
| Победа    | 19-5   | Роберт Уайтфорд        | Единогласное решение         | UFC Fight Night: Holohan vs. Smolka    | 24 октября 2015  | 3     | 5:00  | Дублин, Ирландия         |                                          |
| Поражение | 18-5   | Акран Диас             | Единогласное решение         | UFC Fight Night: Machida vs. Dollaway  | 20 декабря 2014  | 3     | 5:00  | Баруэри, Бразилия        |                                          |
| Победа    | 18-4   | Лукас Мартинс          | Раздельное решение           | UFC 179                                | 25 октября 2014  | 3     | 5:00  | Рио-де-Жанейро, Бразилия |                                          |
| Поражение | 17-4   | Джереми Стивенс        | Единогласное решение         | UFC on Fox: Henderson vs. Thomson      | 25 января 2014   | 3     | 5:00  | Чикаго, США              |                                          |
| Победа    | 17-3   | Хацу Хиоки             | Единогласное решение         | UFC Fight Night: Condit vs. Kampmann 2 | 28 августа 2013  | 3     | 5:00  | Индианаполис, США        |                                          |
| Поражение | 16-3   | Чед Мендес             | TKO (удары руками)           | UFC on Fox: Henderson vs. Melendez     | 20 апреля 2013   | 1     | 1:08  | Сан-Хосе, США            |                                          |
| Победа    | 16-2   | Антонио Карвальо       | TKO (удары руками)           | UFC 158                                | 16 марта 2013    | 1     | 3:06  | Монреаль, Канада         |                                          |
| Победа    | 15-2   | Стивен Сайлер          | Единогласное решение         | UFC 154                                | 17 ноября 2012   | 3     | 5:00  | Монреаль, Канада         |                                          |
| Победа    | 14-2   | Диегу Брандан          | Единогласное решение         | UFC 146                                | 26 мая 2012      | 3     | 5:00  | Лас-Вегас, США           |                                          |
| Победа    | 13-2   | Чжан Тецюань           | Единогласное решение         | UFC 136                                | 8 октября 2011   | 3     | 5:00  | Хьюстон, США             |                                          |
| Победа    | 12-2   | Митихиро Омигава       | Единогласное решение         | UFC 131                                | 11 июня 2011     | 3     | 5:00  | Ванкувер, Канада         | Дебют в полулёгком весе.                 |
| Поражение | 11-2   | Шарлис Оливейра        | Сдача (рычаг локтя)          | UFC Live: Jones vs. Matyushenko        | 1 августа 2010   | 1     | 0:41  | Сан-Диего, США           |                                          |
| Победа    | 11-1   | Дуэйн Людвиг           | TKO (травма лодыжки)         | UFC Live: Vera vs. Jones               | 21 марта 2010    | 1     | 0:44  | Брумфилд, США            |                                          |
| Победа    | 10-1   | Гидеон Рэй             | Единогласное решение         | Hoosier FC 1: Raise Up                 | 20 ноября 2009   | 3     | 5:00  | Вальпараисо, США         |                                          |
| Победа    | 9-1    | Брайан Невилл          | TKO (удары руками)           | Total Fight Challenge 17               | 10 октября 2009  | 1     | 1:27  | Хаммонд, США             |                                          |
| Поражение | 8-1    | Тед Уортингтон         | TKO (остановлен врачом)      | Duneland Classic 6                     | 12 сентября 2009 | 1     | 0:13  | Краун-Пойнт, США         |                                          |
| Победа    | 8-0    | Дэнни Родригес         | Сдача (удушение сзади)       | Total Fight Challenge 15               | 30 мая 2009      | 1     | 1:36  | Хаммонд, США             |                                          |
| Победа    | 7-0    | Пэт Каррен             | Единогласное решение         | C3: Domination                         | 22 ноября 2008   | 3     | 5:00  | Хаммонд, США             | Выиграл титул чемпиона C3 в лёгком весе. |
| Победа    | 6-0    | Кенни Кляйн            | TKO (удары руками)           | C3: Summer Fight Fest 3                | 15 августа 2008  | 1     | 1:36  | Хайленд, США             |                                          |
| Победа    | 5-0    | Декарло Джонсон        | Сдача (гильотина)            | C3: Corral Combat Classic 2            | 26 апреля 2008   | 2     | 0:24  | Хаммонд, США             |                                          |
| Победа    | 4-0    | Ацухиро Цубои          | Сдача (удушение вон Флю)     | Bodog Fight: Vancouver                 | 24 августа 2007  | 1     | 1:55  | Ванкувер, Канада         |                                          |
| Победа    | 3-0    | Дэниел Уондерли        | TKO (остановлен секундантом) | IMMAC 2: Attack                        | 21 апреля 2007   | 1     | 5:00  | Чикаго, США              |                                          |
| Победа    | 2-0    | Мэтт Джозеф            | TKO (удары руками)           | Bourbon Street Brawl 3                 | 4 апреля 2007    | 1     | N/A   | Чикаго, США              |                                          |
| Победа    | 1-0    | Джереми Маркам         | TKO (удары руками)           | Bourbon Street Brawl 2                 | 24 января 2007   | 1     | N/A   | Чикаго, США              |                                          |